# Ancharius
Ancharius — рід сомоподібних риб з родини Анхарієвих (Anchariidae).
Рід Ancharius свого часу містили у родини Mochokidae, Ariidae і Anchariidae. Є ендеміками Мадагаскару.

## Види
Рід містить два види:
- Ancharius fuscus Steindachner, 1880
- Ancharius griseus H. H. Ng & Sparks, 2005